# Kappstein
Kappstein ist ein deutschsprachiger Familienname.

## Bekannte Namensträger
- Anna Kappstein (1870–1950), deutsche Schriftstellerin
- Carl Friedrich Kappstein (1869–1933), deutscher Tier- und Stilllebenmaler und Grafiker
- Ines Kappstein (* 1951), Professorin für Krankenhaushygiene
- Theodor Kappstein (1870–1960), deutscher Schriftsteller, Theologe, Publizist und Literaturkritiker